# Charakteristische Zahl
Im mathematischen Gebiet der algebraischen Topologie werden charakteristische Zahlen durch Anwendung von Kombinationen charakteristischer Klassen auf die Fundamentalklasse einer Mannigfaltigkeit definiert. Von Bedeutung sind vor allem Pontrjagin-Zahlen und Stiefel-Whitney-Zahlen.

## Stiefel-Whitney-Zahlen
Es sei {\displaystyle M} eine {\displaystyle n}-dimensionale differenzierbare Mannigfaltigkeit und {\displaystyle TM} ihr Tangentialbündel. Zu jeder Partition von {\displaystyle n} (d. h. jeder Zerlegung {\displaystyle n=n_{1}+\ldots +n_{k}} als Summe positiver ganzer Zahlen) hat man eine Stiefel-Whitney-Zahl
{\displaystyle \langle w_{n_{1}}(TM)\cap \ldots \cap w_{n_{k}}(TM),\,\left[M\right]\rangle \in \mathbb {Z} /2\mathbb {Z} },
wobei {\displaystyle w_{i}(TM)\in H^{i}(M;\mathbb {Z} /2\mathbb {Z} )} die {\displaystyle i}-te Stiefel-Whitney-Klasse des Tangentialbündels, {\displaystyle \cap } das Cup-Produkt, {\displaystyle \left[M\right]\in H_{n}(M;\mathbb {Z} /2\mathbb {Z} )} die {\displaystyle \mathbb {Z} /2\mathbb {Z} }-Fundamentalklasse sowie {\displaystyle \langle \cdot ,\cdot \rangle } die Kronecker-Paarung bezeichnet.

## Pontrjagin-Zahlen
Es sei {\displaystyle M} eine orientierbare, {\displaystyle 4n}-dimensionale differenzierbare Mannigfaltigkeit und {\displaystyle TM} ihr Tangentialbündel. Zu jeder Partition von {\displaystyle n} hat man eine Pontrjagin-Zahl
{\displaystyle \langle p_{n_{1}}(TM)\cap \ldots \cap p_{n_{k}}(TM),\,\left[M\right]\rangle \in \mathbb {Z} },
wobei {\displaystyle p_{i}(TM)\in H^{4i}(M;\mathbb {Z} )} die {\displaystyle i}-te Pontrjagin-Klasse des Tangentialbündels, {\displaystyle \cap } das Cup-Produkt, {\displaystyle \left[M\right]\in H_{4n}(M;\mathbb {Z} )} die Fundamentalklasse sowie {\displaystyle \langle \cdot ,\cdot \rangle } die Kronecker-Paarung bezeichnet.